# Therioaphis brachytricha
Therioaphis brachytricha är en insektsart som beskrevs av Hille Ris Lambers och Van den Bosch 1964. Enligt Catalogue of Life ingår Therioaphis brachytricha i släktet Therioaphis och familjen långrörsbladlöss, men enligt Dyntaxa är tillhörigheten istället släktet Therioaphis och familjen borstbladlöss. Enligt den finländska rödlistan är arten starkt hotad i Finland. Arten är reproducerande i Sverige. Artens livsmiljö är åsmoskogar. Inga underarter finns listade i Catalogue of Life.